# Liste de films français sortis en 1933
Listes de films français
- 1929
- 1930
- 1931
- 1932
- 1933
- 1934
- 1935
- 1936
- 1937

Liste non exhaustive de films français sortis en 1933 :
| Titre                             | Réalisateur                          | Distribution                                                                    | Genre                      | Notes              |
| --------------------------------- | ------------------------------------ | ------------------------------------------------------------------------------- | -------------------------- | ------------------ |
| 14 juillet                        | René Clair                           | Annabella, George Rigaud Pola Illéry                                            | Comédie dramatique         |                    |
| L'Abbé Constantin                 | Jean-Paul Paulin                     | Léon Belières, Claude Dauphin Françoise Rosay                                   | Comédie                    |                    |
| Adémaï Joseph à l'ONM             | Jean de Marguenat                    | Noël-Noël, Léonce Corne                                                         | Court métrage comique      |                    |
| L'Agonie des aigles               | Roger Richebé                        | Annie Ducaux, Pierre Renoir Jean Debucourt                                      | Drame                      |                    |
| Ah ! Quelle gare !                | René Guissart                        | Armand Dranem, Jeanne Boitel Milly Mathis                                       | Comédie                    |                    |
| Les Ailes brisées                 | André Berthomieu                     | Victor Francen, Alice Field Léon Roger-Maxime                                   | Drame                      |                    |
| Âme de clown                      | Marc Didier                          | Pierre Fresnay, Alfred Pasquali Pierrette Caillol                               | Comédie dramatique         |                    |
| L'Ami Fritz                       | Jacques de Baroncelli                | Lucien Dubosq, Simone Bourday Madeleine Guitty                                  |                            |                    |
| L'Assommoir                       | Gaston Roudès                        | Daniel Mendaille, Line Noro Henri Bosc, France Dhélia                           |                            |                    |
| L'Auberge du petit dragon         | Jean de Limur                        | Albert Préjean, Paulette Dubost Rosine Deréan                                   | Comédie                    |                    |
| Les Aventures du roi Pausole      | Alexis Granowsky                     | André Berley, José Noguero, Edwige Feuillère                                    | Comédie                    |                    |
| Baby                              | Pierre Billon Carl Lamac             | Anny Ondra, Pierre Richard-Willm, André Roanne, Alice Tissot                    | Comédie                    |                    |
| Bach millionnaire                 | Henry Wulschleger                    | Bach, Georges Tréville, Germaine Charley                                        | Comédie                    |                    |
| Le Béguin de la garnison          | Pierre Weill Robert Vernay           | Colette Darfeuil, Henri Debain Raymond Guérin-Catelain                          | Comédie                    |                    |
| Les Bleus de l'amour              | Jean de Marguenat                    | Roger Bourdin, Fernand Charpin, Lyne Clevers                                    |                            |                    |
| Les Bleus du ciel                 | Henri Decoin                         | Albert Préjean, Blanche Montel, Paul Azaïs                                      | Comédie dramatique         |                    |
| Boubouroche                       | André Hugon                          | Madeleine Renaud, André Berley, Claude Dauphin                                  | Comédie dramatique         |                    |
| Ça colle                          | Christian-Jaque                      | Fernandel, Gaston Ouvrard                                                       | Court métrage              |                    |
| Caprice de princesse              | Henri-Georges Clouzot Karl Hartl     | Marie Bell, Armand Bernard                                                      |                            |                    |
| Le Cas du docteur Brenner         | Jean Daumery                         | Jean Marchat, Simone Genevois Maurice Rémy                                      | Drame                      |                    |
| Cette vieille canaille            | Anatole Litvak                       | Harry Baur, Pierre Blanchar                                                     | Drame                      |                    |
| Champignol malgré lui             | Fred Ellis                           | Armand Dranem, Janine Guise Pierre Etchepare                                    | Comédie                    |                    |
| La Chanson d'une nuit             | Anatole Litvak                       | Jan Kiepura, Magda Schneider Pierre Brasseur                                    |                            |                    |
| Charlemagne                       | Pierre Colombier                     | Raimu Marie Glory                                                               |                            |                    |
| Le Chasseur de chez Maxim's       | Karl Anton                           | Tramel, Suzy Vernon Robert Burnier                                              | Comédie                    |                    |
| Château de rêve                   | Géza von Bolváry et H.-G. Clouzot    | Danielle Darrieux, Edith Méra Lucien Baroux                                     | Comédie                    |                    |
| Chotard et Cie                    | Jean Renoir                          | Fernand Charpin, Jeanne Boitel, Georges Pomiès                                  | Comédie                    |                    |
| Ciboulette                        | Claude Autant-Lara                   | Simone Berriau, Robert Burnier Armand Dranem                                    | Comédie musicale           |                    |
| Clochard                          | Robert Péguy                         | Georges Biscot, Simone Cerdan, Marcel Barencey, Louis Florencie                 | Comédie                    |                    |
| Le Coq du régiment                | Maurice Cammage                      | Fernandel, André Roanne, Christiane Delyne                                      | Comédie                    |                    |
| Coquin de sort                    | André Pellenc                        | Alice Tissot, André Berley, Nadine Picard, Jeanne Fusier-Gir                    | Comédie                    |                    |
| Le Coucher de la mariée           | Roger Lion                           | Suzanne Rissler, Josette Day, Marguerite Pierry                                 | Comédie                    |                    |
| Le Crime du chemin rouge          | Jacques Séverac                      | Germaine Dermoz Marcel Vibert Pierre Laurel, Hélène Darly                       | Policier                   |                    |
| Le Crime du Bouif                 | André Berthomieu                     | Tramel, Marcel Vibert Jeanne Helbling, Mady Berry                               |                            |                    |
| La Dame de chez Maxim's           | Alexander Korda                      | Florelle, André Alerme, André Lefaur, Pierre Palau                              | Comédie                    |                    |
| D'amour et d'eau fraîche          | Félix Gandéra                        | Fernandel, Claude Dauphin, Renée Saint-Cyr                                      | Comédie                    |                    |
| Dans les rues                     | Victor Trivas                        | Jean-Pierre Aumont, Madeleine Ozeray                                            | Drame                      |                    |
| Le Dernier Preux                  | Pierre-Jean Ducis                    | Albert Montigny, René Génin Noël-Noël, Anthony Gildès                           | Court métrage              |                    |
| La Dernière Nuit                  | Jacques de Casembroot                | Florelle, José Noguéro                                                          |                            |                    |
| Les Deux Monsieur de Madame       | Abel Jacquin Georges Pallu           | Pierre Dac, Jeanne Cheirel, Simone Deguyse                                      | comédie                    |                    |
| Les Deux Orphelines               | Maurice Tourneur                     | Rosine Deréan, Jean Martinelli, Renée Saint-Cyr                                 | Mélodrame                  |                    |
| Don Quichotte                     | Georg Wilhelm Pabst                  | Fédor Chaliapine, Dorville, Renée Valliers                                      | Drame                      |                    |
| Du haut en bas                    | Georg Wilhelm Pabst                  | Jean Gabin, Janine Crispin, Mauricet                                            | Comédie                    |                    |
| L'Enfant de ma sœur               | Henry Wulschleger                    | Bach, Georges Tréville, Charles Montel                                          | Comédie                    |                    |
| L'Épervier                        | Marcel L'Herbier                     | Charles Boyer, Natalie Paley, Marguerite Templey                                | Comédie sentimentale       |                    |
| Étienne                           | Jean Tarride                         | Jacques Baumer, Marthe Régnier                                                  | Comédie dramatique         |                    |
| Ève cherche un père               | Mario Bonnard                        | Charles Dechamps, Gaston Dupray, Jean-Pierre Aumont                             | Comédie                    |                    |
| Faut réparer Sophie               | Alexandre Ryder                      | Paule Andral, Palau, Félicien Tramel, Odette Talazac                            | Comédie                    |                    |
| La Femme invisible                | Georges Lacombe                      | Suzanne Christy, Mady Berry                                                     | Comédie                    |                    |
| Fétiche mascotte                  | Ladislas Starewitch Irène Starewitch | ?                                                                               | Animation                  |                    |
| La Fusée                          | Jacques Natanson                     | Firmin Gémier, Marcelle Géniat Alfred Pasquali                                  | Drame                      |                    |
| Gardez le sourire                 | Paul Fejos                           | Annabella, Robert Ozanne                                                        | Drame                      |                    |
| Le Gendre de monsieur Poirier     | Marcel Pagnol                        | Léon Bernard, Annie Ducaux, Jean Debucourt                                      | Comédie                    | 1er film de Pagnol |
| Gosses de misère                  | Georges Gauthier                     | Germaine Dermoz André Marnay                                                    | Drame                      |                    |
| Le Grand Bluff                    | Maurice Champreux                    | José Noguero, Florelle Georges Melchior, Lolita Benavente                       | Comédie                    |                    |
| Le Grillon du foyer               | Robert Boudrioz                      | Maurice Cloche, Guy Favières                                                    | Drame                      |                    |
| L'Héritier du Bal Tabarin         | Jean Kemm                            | Frédéric Duvallès, Charlotte Lysès, Germaine Michel                             | Comédie                    |                    |
| L'Homme à l'Hispano               | Jean Epstein                         | Jean Murat, Marie Bell                                                          | Drame                      |                    |
| Hortense a dit j'm'en f…          | Jean Bernard-Derosne                 | Mauricet, Suzanne Dantès                                                        | Comédie                    |                    |
| IF1 ne répond plus                | Karl Hartl                           | Charles Vanel, Jean Murat Danièle Parola, Pierre Brasseur                       | Science-fiction            |                    |
| Il était une fois                 | Léonce Perret                        | Gaby Morlay, André Luguet, Jean-Max                                             | Drame                      |                    |
| L'Illustre Maurin                 | André Hugon                          | Antonin Berval, Nicole Vattier Jean Aquistapace                                 | Drame                      |                    |
| Je suis un homme perdu            | Edmond T. Gréville                   | Adrien Le Gallo, Jean Gobet Odette Talazac                                      | Moyen métrage Comédie      | 36 min             |
| Je te confie ma femme             | René Guissart                        | Arletty, Robert Arnoux, Jean Aquistapace                                        | Comédie                    |                    |
| Jocelyn                           | Pierre Guerlais                      | Samson Fainsilber, Marguerite Weintenberger, Jacqueline Carlier                 | Drame                      |                    |
| Le Jugement de minuit             | Alexandre Esway, et André Charlot    | Fernandel, Marion Delbo, Janine Merrey                                          | policier                   |                    |
| Knock                             | Roger Goupillières et Louis Jouvet   | Louis Jouvet, Pierre Palau, Madeleine Ozeray                                    | Comédie                    |                    |
| Lidoire                           | Maurice Tourneur                     | Fernandel, Rivers-Cadet Jean-François Martial                                   | Court métrage Comédie      | 20 min             |
| Liebelei ou Une histoire d'amour  | Max Ophüls                           | Abel Tarride Magda Schneider                                                    | Drame romantique           |                    |
| Mademoiselle Josette, ma femme    | André Berthomieu                     | Annabella, Jean Murat, Edith Méra                                               | Comédie                    |                    |
| Le Maître de forges               | Fernand Rivers                       | Gaby Morlay, Paule Andral, Léon Belières                                        | Drame                      |                    |
| Mannequins                        | René Hervil                          | Noël-Noël, Edmée Favart Paul Amiot                                              |                            |                    |
| La Margoton du bataillon          | Jacques Darmont                      | Janine Merrey, Armand Bernard Jacques Maury                                     | Comédie                    |                    |
| Le Mari garçon                    | Alberto Cavalcanti                   | Jeanne Cheirel, Jean Debucourt Léon Bélières, Yvonne Garat                      | Comédie                    |                    |
| Le Martyre de l'obèse             | Pierre Chenal                        | André Berley, Suzet Maïs, Colette Darfeuil                                      | Comédie                    |                    |
| La Maternelle                     | Jean Benoit-Lévy Marie Epstein       | Madeleine Renaud, Alice Tissot                                                  |                            |                    |
| La Mille et Deuxième Nuit         | Alexandre Volkoff                    | Ivan Mosjoukine, Tania Fédor                                                    | Aventures                  |                    |
| Mirages de Paris                  | Fedor Ozep                           | Roger Tréville, Alice Tissot Jacqueline Francell                                | Drame                      |                    |
| Mireille                          | René Gaveau, Ernest Servaes          | Joë Hamman, Clariot, Mireille Lurie                                             | Comédie dramatique         |                    |
| Miss Helyett                      | Hubert Bourlon Jean Kemm             | Josette Day, Jim Gérald                                                         | Comédie                    |                    |
| Mission secrète                   | Jean-Louis Bouquet                   | Mauricet, Barencey, Pauline Carton                                              | Court métrage comique      | 40 min             |
| Monsieur Cordon                   | Pierre Prévert                       | Dora Maar, André Cerf, Jean Dunot                                               | Court métrage              | 9 min              |
| Moune et son notaire              | Hubert Bourlon                       | Monique Rolland, Fernand Charpin, Marfa Dhervilly, Milly Mathis                 | Comédie                    |                    |
| La musique adoucit les mœurs      | Jean de Size                         | Anthony Gildès, Robert Darthez                                                  | moyen métrage Comédie      | 31 min             |
| Le Mystère du château d'If        | René Barberis                        | Léo Cardy, René Sarvil Fred Robert                                              | Court métrage              | 18 min             |
| Nu comme un ver                   | Léon Mathot                          | Georges Milton, Ginette Gaubert                                                 | Comédie                    |                    |
| L'Or des mers                     | Jean Epstein                         | Les habitants                                                                   | Documentaire               |                    |
| L'Ordonnance                      | Victor Tourjanski                    | Fernandel, Jean Worms, Marcelle Chantal                                         | Comédie dramatique         |                    |
| La Paix chez soi                  | André Hugon                          | René Lefèvre Mireille                                                           | Court métrage comique      | 35 min             |
| Paprika                           | Jean de Limur                        | Irène de Zilahy, René Lefèvre, Pierre Etchepare, Christiane Delyne              | Comédie                    |                    |
| Paris-Soleil                      | Jean Hémard                          | Claude Dauphin, Fortuné, Paulette Dubost                                        | Comédie                    |                    |
| Pas besoin d'argent               | Jean-Paul Paulin                     | Claude Dauphin, Lisette Lanvin                                                  | Satire sociale             |                    |
| Le Père prématuré                 | René Guissart                        | Fernand Gravey, Saturnin Fabre, Edith Méra                                      | Comédie                    |                    |
| Le Petit Roi                      | Julien Duvivier                      | Robert Lynen, Arlette Marchal Béatrice Bretty, Jean Toulout                     | Comédie                    |                    |
| Plein aux as                      | Jacques Houssin                      | Félicien Tramel, Romain Bouquet, Charlotte Clasis                               | Comédie                    |                    |
| La Poule                          | René Guissart                        | Armand Dranem, Arlette Marchal, Marguerite Moreno                               | Comédie                    |                    |
| La Pouponnière                    | Jean Boyer                           | Françoise Rosay, René Koval                                                     | Comédie                    |                    |
| Pour être aimé                    | Jacques Tourneur                     | Alfred Pasquali, Suzy Vernon Pierre Richard-Willm                               | Comédie dramatique         |                    |
| Prenez garde à la peinture        | Henri Chomette                       | Jean Périer, Milly Mathis, Jean Aquistapace                                     | Comédie                    |                    |
| Professeur Cupidon                | Robert Beaudoin André Chemel         | Tania Doll, Pierre Bertin, Pierre Nay, Pierre Finaly, Alice Tissot, Henri Kerny | Comédie                    |                    |
| Les Requins du pétrole            | Henri Decoin                         | Raoul Aslan, Raymond Cordy, Gabriel Gabrio                                      | Drame                      |                    |
| Rien que des mensonges            | Karl Anton                           | Robert Burnier, Pierre Stéphen, Marguerite Moreno                               | Comédie                    |                    |
| Rivaux de la piste                | Serge de Poligny                     | Albert Préjean, Jim Gérald, Suzet Maïs                                          | Comédie                    |                    |
| La Robe rouge                     | Jean de Marguenat                    | Constant Rémy Marcelle Praince Jacques Grétillat                                | Drame                      |                    |
| Rocambole                         | Gabriel Rosca                        | Rolla Norman, Jim Gérald                                                        | Policier                   |                    |
| La Roche aux mouettes             | Georges Monca                        | Daniel Mendaille Yvonne Sergyl                                                  |                            |                    |
| Roger la Honte                    | Gaston Roudès                        | Constant Rémy, Germaine Rouer, Samson Fainsilber                                | Drame                      |                    |
| Sahara, terre féconde             | Félix Dufays                         |                                                                                 | Documentaire court métrage |                    |
| Le Sexe faible                    | Robert Siodmak                       | Victor Boucher, Pierre Brasseur, Marguerite Moreno                              | Comédie                    |                    |
| Simone est comme ça               | Karl Anton                           | Meg Lemonnier, Jean Périer, Henri Garat, Pierre Etchepare, Davia                | Comédie                    |                    |
| Le Simoun                         | Firmin Gémier                        | Max Maxudian, Firmin Gémier                                                     | Drame                      |                    |
| Six cent mille francs par mois    | Léo Joannon                          | Jean Aymé, Georges Biscot Louis Florencie                                       | Comédie                    |                    |
| Le Supplice de Tantale            | Jean-Louis Bouquet                   | Robert Pizani, Monette Dinay                                                    | Moyen métrage comique      |                    |
| Les Surprises du divorce          | Jean Kemm                            | Léon Belières, Mauricet Nadine Picard, Charles Lamy                             | Comédie                    |                    |
| Les Surprises du sleeping         | Karl Anton                           | Nicolas Amato, Georges Bever Andrée Champeaux                                   |                            |                    |
| Le Tendron d'Achille              | Christian-Jaque                      | Grazia del Rio, Philippe Hersent                                                | Comédie                    |                    |
| La Terreur de la pampa            | Maurice Cammage                      | Fernandel, Henri Baudin, Joé Alex, Pierre Finaly                                | moyen métrage              | 40 min             |
| La Tête d'un homme                | Julien Duvivier                      | Harry Baur, Valéry Inkijinoff, Alexandre Rignault                               | Policier                   |                    |
| Théodore et Cie                   | Pierre Colombier                     | Raimu, Albert Préjean Alice Field                                               | Comédie dramatique         |                    |
| Tire-au-flanc                     | Henri Wulschleger                    | Bach, Félix Oudart, Germaine Lix, Simone Simon                                  | Comédie                    |                    |
| Toine                             | René Gaveau                          | Andrex, Alida Rouffe                                                            | comédie dramatique         |                    |
| Topaze                            | Louis Gasnier                        | Louis Jouvet, Marcel Vallée, Pierre Larquey                                     | Comédie                    |                    |
| Toto                              | Jacques Tourneur                     | Albert Préjean, Robert Goupil Renée Saint-Cyr                                   | Comédie                    |                    |
| Touchons du bois                  | Maurice Champreux                    | Armand Bernard, Suzet Maïs, Suzy Delair                                         | Comédie                    |                    |
| Tout pour l'amour                 | Henri-Georges Clouzot et Joe May     | Jan Kiepura, Charles Dechamps, Lucien Baroux                                    | Romance                    |                    |
| Tout pour rien                    | René Pujol                           | Frédéric Duvallès Jacqueline Francell Françoise Rosay                           | Comédie                    |                    |
| Le Tunnel                         | Kurt Bernhardt                       | Jean Gabin, Madeleine Renaud, André Nox                                         | Science-fiction            |                    |
| Un fil à la patte                 | Karl Anton                           | Robert Burnier, Spinelly, André Berley                                          | Comédie                    |                    |
| Un peu d'amour                    | Hans Steinhoff                       | Marcel André, Charles Dechamps, Madeleine Ozeray                                | Comédie                    |                    |
| Une faible femme                  | Max de Vaucorbeil                    | André Luguet, Meg Lemonnier, Pierre de Guingand                                 | Comédie                    |                    |
| Une femme au volant               | Pierre Billon Kurt Gerron            | Robert Arnoux, Lisette Lanvin                                                   |                            | Film perdu         |
| Une nuit sur le mont chauve       | Alexander Alexeieff et Claire Parker | -                                                                               | court métrage d'animation  | 8 min              |
| Une petite femme en or            | André Pellenc                        | Monique Bert, Fernand René                                                      | Comédie                    |                    |
| Une vie perdue                    | Raymond Rouleau Alexandre Esway      | Raymond Rouleau, Yolande Laffon, Marcel Vallée, Ady Cresso                      | Policier                   |                    |
| Vacances conjugales               | Edmond T. Gréville                   | Mona Lys, Raymond Blot, Pierre Brasseur                                         | Moyen métrage comique      | 35 min             |
| La Veine d'Anatole                | Maurice Cammage                      | Fernandel, Alice Tissot, Gaby Basset                                            | Comédie                    |                    |
| La Vierge du rocher               | Georges Pallu                        | Petits Chanteurs à la croix de bois Colette Darfeuil Georges Melchior           | Drame                      |                    |
| Les Vingt-huit Jours de Clairette | André Hugon                          | Mireille, Antonin Berval, Armand Bernard                                        | Comédie                    |                    |
| La Voie sans disque               | Léon Poirier                         | Gina Manès, Marcel Lutrand, Daniel Mendaille                                    | Drame                      |                    |
| La Voix sans visage               | Léo Mittler                          | Lucien Muratore, Véra Korène , Jean Servais                                     | Comédie dramatique         |                    |
| Le Voleur                         | Maurice Tourneur                     | Victor Francen, Jean Worms, Madeleine Renaud                                    | Comédie dramatique         |                    |
| Y'a erreur                        | Georges Tzipine                      | Pierre Dac, Robert Ancelin Christiane Delyne                                    | moyen métrage comique      |                    |
| Zéro de conduite                  | Jean Vigo                            | Jean Dasté, Delphin                                                             | Comédie dramatique         |                    |